# Sky Odyssey
 (avril 2025).
Si vous disposez d'ouvrages ou d'articles de référence ou si vous connaissez des sites web de qualité traitant du thème abordé ici, merci de compléter l'article en donnant les références utiles à sa vérifiabilité et en les liant à la section « Notes et références ».
Sky Odyssey (The Sky Odyssey au Japon) est un jeu vidéo de simulation de vol développé par Cross et édité par Sony Computer Entertainment.
Il est sorti le 17 novembre 2000 sur PlayStation 2.

## Éléments recrées du pilotage
Le jeu utilise les aerofreins, le radar, le tangage, le roulis, le lacet, le train d'atterrissage et l'augmentation ou la diminution de gaz
De plus les conditions météorologiques peuvent être mauvaises et nécessiter une bonne expérience de jeu de la part du joueur.

## Type de carte
Les cartes sont immenses et recréent des déserts, des plaines verdoyantes, des canyons, des côtes, etc mais celles-ci sont imaginaires

## Objectifs
Hormis le mode libre où l'on peut modifier la météo pour s'entrainer au maniement de l'avion et découvrir les cartes, les objectifs donnés peuvent être les suivants : passage d'un point à un autre à l’intérieur d'un canyon, se ravitailler au sommet d'un train en mouvement, échapper a une éruption etc.
Le but principal du jeu est de retrouver une carte ancienne dans des ruines de construction diverses (dans des cavernes, des forets...)

## Types d'avions
Les avions disponibles dans ce jeu vont du biplan au chasseur de la seconde guerre mondiale en passant par les avions a réaction et autres OVNI martiens. Tous sont modifiables extérieurement.